# Greatest Hits (Rondò Veneziano)
Greatest Hits è la terza raccolta dei Rondò Veneziano pubblicata in Germania dalla ZYX Music nel 2022. 

## Tracce
I brani sono tratti dagli album Attimi di magia - Magische Augenblicke (1999), Honeymoon - Luna di miele (1999), 25 - Live in Concert (2005) e Chamber Orchestra (2009). La copertina è di Victor Togliani tratta dall'album La Piazza (2002).

### Lato A
1. Musica... fantasia – 2:50 (musica: Gian Piero Reverberi, Laura Giordano)
2. La Serenissima (Live) – 1:47 (musica: Gian Piero Reverberi, Laura Giordano)
3. Carrousel – 3:06 (musica: Gian Piero Reverberi, Ivano Pavesi)
4. Perle d'oriente – 2:45 (musica: Gian Piero Reverberi, Laura Giordano)
5. Luna di miele – 4:13 (musica: Gian Piero Reverberi, Giuseppe Zuppone)
6. Serenata veneziana – 4:54 (musica: Gian Piero Reverberi, Ivano Pavesi)

### Lato B
1. Casanova – 3:00 (musica: Gian Piero Reverberi, Laura Giordano)
2. Mosaico – 3:13 (musica: Gian Piero Reverberi, Laura Giordano)
3. Venezia S. Lucia – 3:17 (musica: Gian Piero Reverberi, Ivano Pavesi)
4. San Marco (With Chamber Orchestra) – 3:30 (musica: Gian Piero Reverberi, Laura Giordano)
5. Rondò veneziano (With Chamber Orchestra) – 3:05 (musica: Gian Piero Reverberi, Laura Giordano)
6. La Piazza (Live) – 3:34 (musica: Gian Piero Reverberi, Ivano Pavesi)